# Ypres rallye 2010
Ypres rallye 2010 (Oficiálně 46. Belgium Geko Ypres Rally) byla šestou soutěží šampionátu IRC 2010. Soutěž se jela ve dnech 24. až 26. června a měla 19 rychlostních zkoušek a 280 km. Tým Škoda Motorsport zde poprvé představil modernizované vozy Škoda Fabia S2000 EVO2. S jedním z těchto vozů v týmu belgického importéra Škody zvítězil Freddy Loix. Na shakedownu zvítězil český jezdec Jan Kopecký na stejném voze.

## Průběh soutěže
V prvním testu zvítězil Kris Meeke na voze Peugeot 207 S2000. Za ním se seřadili jezdci Škody v pořadí Loix, Kopecký a Juho Hänninen. V druhém testu vyhrál Loix před Meekem a ve třetím opět Loix před Kopeckým a Meekem. Ve čtvrtém testu havaroval Hänninen a ze soutěže odstoupil. Ve čtvrtém testu odstoupili také všechny vozy Proton Satria Neo S2000. Po první etapě tak vedl Loix před Meekem a Kopeckým.
ve druhé etapě bojoval o vedení Meeke s Loixem. Meeke ale v osmém testu havaroval a ze soutěže odstoupil. Na druho pozici se posunul Kopecký. Za ním jeli dva jezdci na Peugeotech Neuville a Magalhäes. Jedenáctý test byl zrušen kvůli problémům s diváky. Kopecký získal 4 nejrychlejší časy v testech, ale přesto měl na něj Loix náskok okolo třiceti sekund. Loix náskok udržel a získal tak vítězství pro nový vůz. Druhý skončil Kopecký a třetí Neuville.

## Výsledky
1. Freddy Loix (Škoda Fabia S2000) 2:35:36,9
2. Jan Kopecký (Škoda Fabia S2000) +21,4
3. Thierry Neuville (Peugeot 207 S2000) +2:05,5
4. Bernd Casier (Škoda Fabia S2000) +4:01,6
5. Andreas Mikkelsen (Ford Fiesta S2000) +5:20,9
6. Bruno Magalhäes (Peugeot 207 S2000) +6:06,2
7. Michal Solowow Ford Fiesta S2000) +7:24,5
8. Luca Betti (Peugeot 207 S2000) +9:37,6
9. Corrado Fontana (Peugeot 207 S2000) +9:53,0
10. Mocijej Oleskowicz (Ford Fiesta S2000) +10:37,0